# トーマス・ダウスゴー
トーマス・ダウスゴー（Thomas Dausgaard, 1963年7月4日 - ）はデンマークの指揮者。トマス・ダウスガードとも記される。

## 略歴
コペンハーゲンに生まれ、同地の王立デンマーク音楽院、ロンドンの王立音楽大学で学ぶ。ボストン交響楽団で小澤征爾のアシスタントを務め、1993年にスウェーデン放送交響楽団を指揮して正式にデビューした。
1997年から2019年までスウェーデン室内管弦楽団の首席指揮者、2001年から2004年までDR放送交響楽団（デンマーク国立交響楽団）の首席客演指揮者、2004年から2011年まで同首席指揮者。2019年から2021年までシアトル交響楽団の音楽監督を務める。
ライプツィヒ・ゲヴァントハウス管弦楽団、バイエルン放送交響楽団、ニューヨーク・フィルハーモニック、ロサンゼルス・フィルハーモニー管弦楽団、ロンドン交響楽団、ミュンヘン・フィルハーモニー管弦楽団など世界主要オーケストラを指揮。日本では東京都交響楽団や新日本フィルハーモニー交響楽団と共演。BBCプロムス、ザルツブルク音楽祭、タングルウッド音楽祭など、世界の一流音楽祭に定期的に出演している。
ペア・ノアゴーの交響曲第6番、ルーズ・ランゴーの16の交響曲（以上はDR放送交響楽団）、ベートーヴェンの管弦楽曲集（スウェーデン室内管弦楽団）等の録音は高く評価されている。